# 임팩트 (프로게이머)
임팩트(본명: 정언영, 1995년 3월 7일 ~ )은 팀 리퀴드 소속의 대한민국의 리그 오브 레전드 프로게이머로 포지션은 탑 라이너이다. 아이디는 Impact를 사용하고 있다.

## 선수 경력
2012년 2월 2일, 제닉스 스톰에서 프로 커리어를 시작했다. 제닉스 스톰에서는 서포터로 활동했다.
2013시즌을 앞두고 SK텔레콤 T1 K에 입단했다. SK텔레콤 입단 이후 탑 라이너로 포지션을 변경했다. SK텔레콤에서 서머 시즌 우승을 기록하였다. 
서머 시즌 이후 참가한 롤드컵 2013에서도 좋은 모습을 보여주면서 팀의 롤드컵 우승에 기여했다.
2014 스프링 시즌에서는 부진한 팀의 모습에 반해 좋은 모습을 보여주었다. 하지만 서머 시즌에서는 좋지 못한 모습을 보여주었다.
2015시즌을 앞두고 북미 리그의 팀 임펄스에 입단했다. 임펄스에서 좋은 모습을 보여주었다.
2016시즌을 앞두고 NRG e스포츠에 입단했다. 하지만 팀이 하락세를 타면서 인상적인 장면을 보여주지 못했다. 서머 시즌을 앞두고 클라우드 나인에 입단했다. 클라우드 나인 입단 이후 좋은 모습을 보여주었으며 팀의 준우승에 기여했다.
2017시즌에서도 팀의 에이스로 활약하면서 팀의 롤드컵 진출에 일조했다. 롤드컵 무대에서도 팀의 중심을 지키며 팀의 8강 진출에 기여했다.
2018시즌을 앞두고 팀 리퀴드로 이적했다. 스프링 시즌 정규리그에서는 살짝 불안한 모습을 보여주었으나 포스트시즌에서 좋은 모습을 보여주어 팀의 스프링 시즌 우승에 기여했다.
2019 스프링 시즌에서도 팀의 주전으로 활약하면서 팀의 스프링 시즌 우승에 기여했다. 스프링 시즌 우승으로 참가한 2019 MSI에서도 좋은 모습을 보여주었으며 4강전인 인빅투스 게이밍과의 경기에서 좋은 모습을 보여주며 팀의 준우승에 기여했다. 서머 시즌에서도 팀의 우승에 기여했다.
2020 스프링 시즌에서는 부진에 빠지며 불안한 모습을 보여주었다. 서머 시즌에서는 폼을 회복한 모습을 보여주었다.
2021 시즌을 앞두고 이블 지니어스에 입단했다.
2023 시즌을 앞두고 플라이퀘스트로 이적했다.
2024 시즌을 앞두고 팀 리퀴드로 다시 이적했다.

## 소속팀
| # | 팀명          | 소속 기간             | 소속 리그 | 비고 |
| - | ------------- | --------------------- | --------- | ---- |
| 1 | 제닉스 스톰   | 2012.02.02~2013.02.25 | LCK       |      |
| 2 | SK텔레콤 T1   | 2013.02.28~2014.12.19 | LCK       |      |
| 3 | 팀 임펄스     | 2015.01.07~2015.10.23 | LCS       |      |
| 4 | NRG e스포츠   | 2015.11.16~2016.04.27 | LCS       |      |
| 5 | 클라우드 나인 | 2016.05.10~2017.11.21 | LCS       |      |
| 6 | 팀 리퀴드     | 2017.11.21~2020.11.18 | LCS       |      |
| 7 | 이블 지니어스 | 2020.12.3 ~           | LCS       |      |

## 수상 내역

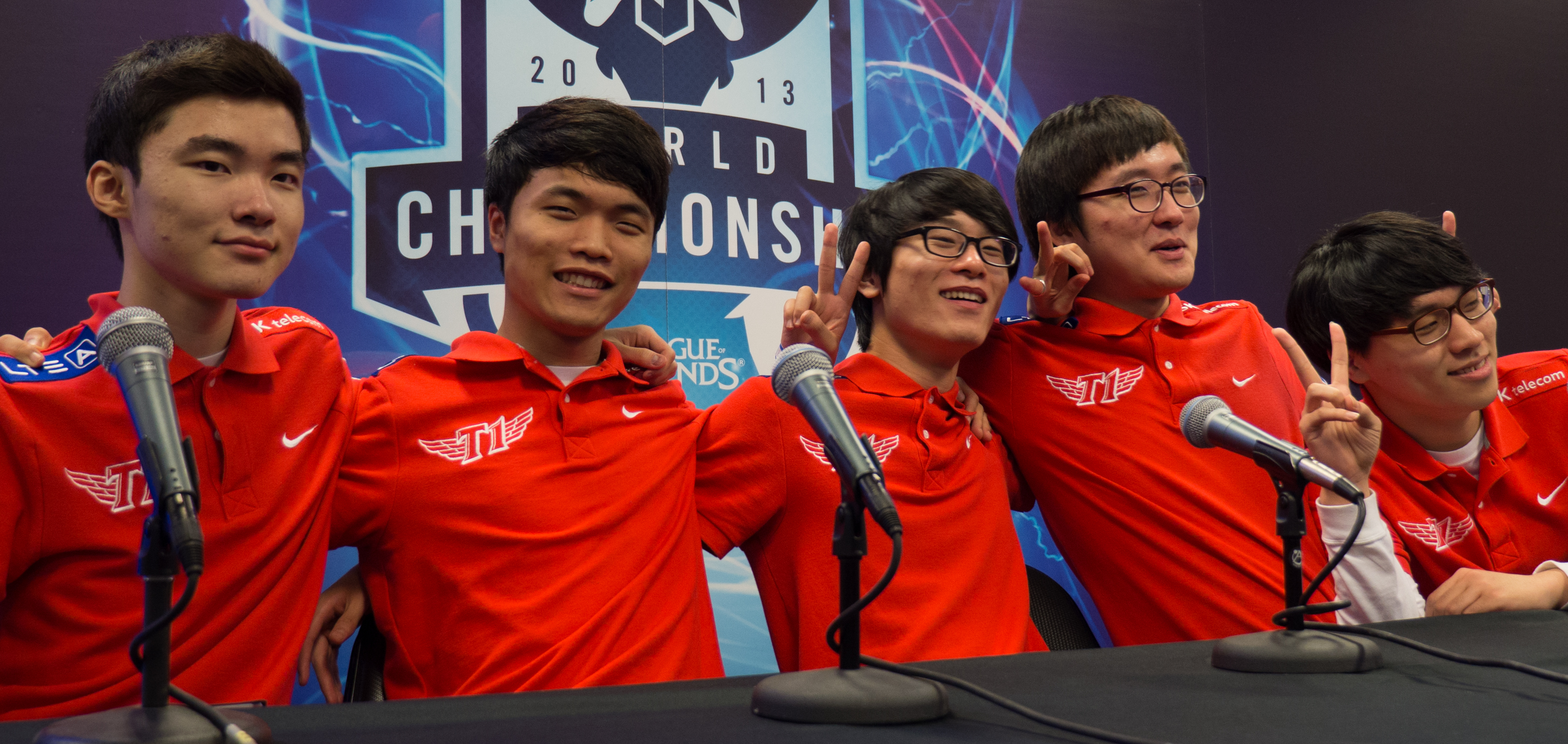
임팩트(왼쪽 두번째) 선수와 함께있는 T1 선수들. 시즌 3 월드 챔피언십 우승 인터뷰 사진.

### 제닉스 스톰
- LoL 클럽 마스터즈 2012 준우승

### T1
- 핫식스 리그 오브 레전드 챔피언스 서머 2013 우승
- 리그 오브 레전드 월드 챔피언십 시즌 3 우승
- 판도라TV 리그 오브 레전드 챔피언스 윈터 2013-2014 우승
- 아이티엔조이 나이스게임TV 리그 오브 레전드 배틀 서머 2014 우승
- 리그 오브 레전드 올스타전 2014 우승
- SK텔레콤 LTE-A LoL 마스터즈 2014 준우승
- e스포츠 명예의 전당 히어로즈

### 클라우드 나인
- 리그 오브 레전드 챔피언십 시리즈 서머 2016 준우승
- 리그 오브 레전드 올스타전 2016 준우승
- 리그 오브 레전드 챔피언십 시리즈 스프링 2017 준우승
- 리프트 라이벌즈 2017 우승

### 팀 리퀴드
- 리그 오브 레전드 챔피언십 시리즈 스프링 2018 우승
- 리그 오브 레전드 챔피언십 시리즈 서머 2018 우승
- 리프트 라이벌즈 2018 준우승
- 리그 오브 레전드 챔피언십 시리즈 스프링 2019 우승
- 리그 오브 레전드 미드 시즌 인비테이셔널 2019 준우승
- 리그 오브 레전드 챔피언십 시리즈 서머 2019 우승
- 리프트 라이벌즈 2019 준우승

### 이블 지니어스
- 리그 오브 레전드 챔피언십 시리즈 Lock in 2022 준우승
- 리그 오브 레전드 챔피언십 시리즈 스프링 2022 우승